# Til Gardeniers-Berendsen
Mathilde Hubertine Maria Francisca « Til » Gardeniers-Berendsen, née le 18 février 1925 à Rotterdam et morte le 22 octobre 2019 à La Haye, est une femme politique néerlandaise du Parti populaire catholique (KVP) puis du parti Appel chrétien-démocrate (CDA).

## Biographie
Le 14 mai 1940, Til Gardeniers-Berendsen assiste au bombardement de Rotterdam par la Luftwaffe, lors de l'invasion allemande. Elle rejoint la résistance néerlandaise contre les occupants allemands en 1940. Après la fin de la Seconde Guerre mondiale elle travaille comme secrétaire à Rotterdam, d’août 1945 à mai 1971. 
Til Gardeniers-Berendsen est élue membre de la Chambre des représentants après les élections de 1971 et entre en fonction le 11 mai 1971. Après les élections de 1977, elle est nommée ministre de la Culture, des Loisirs et des Affaires sociales au sein du cabinet Van Agt–Wiegel, et entre en fonction le 19 décembre 1977. Après les élections de 1981, elle redevient membre de la Chambre des représentants, prenant ses fonctions le 10 juin 1981. 
À la suite de la formation d'un nouveau gouvernement en 1981, Til Gardeniers-Berendsen est nommée ministre de la Santé et de l’Environnement au sein du cabinet Van Agt II, prenant ses fonctions le 11 septembre 1981. Le cabinet Van Agt II n'entre en fonction que sept mois après le début de son mandat, le 12 mai 1982, et continue à exercer ses fonctions à titre démissionnaire jusqu'à son remplacement par le gouvernement intérimaire du cabinet Van Agt III, Til Gardeniers-Berendsen restant ministre de la Santé et de l'Environnement, en fonction le 29 mai 1982. Après les élections de 1982, elle redevient membre de la Chambre des représentants, entrant en fonction le 21 septembre 1982. Elle est ministre de la Culture, des Loisirs et du Travail social par intérim pendant le congé de maladie de Hans de Boer (en), occupant les deux postes à partir du 11 octobre 1982. Après la formation du cabinet en 1982, Til Gardeniers-Berendsen n'obtient pas de poste ministériel dans le nouveau cabinet, le cabinet Van Agt III est remplacé par le cabinet Lubbers I le 4 novembre 1982 et elle continue à jouer un rôle de premier plan. 
En février 1983, Til Gardeniers-Berendsen est nommée membre du Conseil d’État. Elle démissionne de ses fonctions de membre de la Chambre des représentants le 23 février 1983 et est nommée membre du Conseil d'État du 1er mars 1983 au 1er mars 1995. Elle est[Quand ?] la deuxième plus âgée des anciens membres du cabinet encore en vie après l'ancienne secrétaire d'État Els Veder-Smit et l'ancienne ministre la plus âgée depuis le décès de Johan Witteveen le 23 avril 2019. 
Elle meurt à l'âge de 94 ans.

## Distinctions
- Commandeur de l'ordre du Lion néerlandais